# Transmasculinidad

Bandera transmasculina

Transmasculinidad es un término que abarca a las personas transgénero cuyas identidades de género son masculinas, pero que no necesariamente se consideran hombres, aunque pueden hacerlo. Incluye, por un lado, a los hombres trans que se describen a sí mismos como hombres y, por otro lado, no binarios y al tercer género que tienen cualidades masculinas pero no se identifican como hombres. Un individuo transexual puede identificarse con muchos rasgos de masculinidad, pero no desea describirse a sí mismo como un "hombre".
La palabra implica que la persona transmasculina pasa por una transición de género para tener un género masculino, en el que se le asignó el género femenino al nacer. Los individuos transmasculinos no necesariamente tienen una expresión de género masculina, muchos son femmes/femeninos, andróginos o neutrales.
Así como no todo hombre trans se considera hombre, no todo hombre trans se describe a sí mismo como trans masculino, mientras que también hay transmasculinos que son binarios.
Algunas personas transmasculinas pueden verse a sí mismas como mujeres, como las lesbianas butch, con su masculinidad de género fuera de la lógica binaria. Muchos utilizan este término porque prefieren pronombres y lenguaje masculino para referirse a ellos, aunque hay quienes prefieren neolenguaje y género neutro, o incluso pronombre y lenguaje femenino.